# 印度支那 (电影)
《印度支那》（法語：Indochine）是一部1992年以法属印度支那为背景的法國爱情片，由雷瑞·瓦尼埃执导。这部影片是雷瑞·瓦尼埃所拍的第一部史诗片，内容表现的是1930年代法国人在最后一块法屬亞洲殖民地法属印度支那度过的最后岁月。
该片很多镜头取材于越南旅遊景點下龙湾，片中凸现了法國殖民越南历史走向终结的历史大潮流中殖民社会中上阶层成员的个人命运。

## 剧情
法国女人艾丽亚娜在越南南方经营种植园，与年轻的越南殖民军海军军官巴普蒂斯特曾有过一段浪漫史，但后来，巴普蒂斯特与艾丽亚娜的越南裔养女卡米尔相爱，艾丽亚娜利用与殖民当局上层的关系把他调到越南北方的海防市。卡米尔离家出走去寻找爱人，路途中因误杀一名法国军官，两人开始逃亡。他们的儿子艾蒂安纳在父母被捕后与外祖母艾丽亚娜一起生活。巴普蒂斯特不愿回国受审而自杀，卡米尔在大赦中出狱，但是在狱中已经成为一名坚定的争取越南民族独立的共产党人，艾丽亚娜去接她，但卡米尔义无反顾地离开了这个家庭。若干年后，艾蒂安纳在欧洲再次见到作为越南代表团成员参加日内瓦谈判的母亲时，已经恍如隔世。

## 演员
- 凯瑟琳·德纳芙

## 所获奖项
- 奥斯卡最佳外语片、最佳女主角提名
- 凱薩電影獎最佳女主角、最佳女配角、最佳摄影、最佳音响、最佳场景设计、最佳影片、最佳导演、最佳服装设计、最佳剪接、最佳配乐、最佳男配角、最佳新人提名
- 金球奖最佳外语片